# Israel Horowitz
Israel Albert Horowitz (também conhecido como Al Horowitz ou I. A. Horowitz) foi um enxadrista judeu e proemimente autor sobre o enxadrismo, tendo contribuido com publicações que ainda são utilizadas por estudantes do xadrez. Apesar de ter claramente a força enxadrística de um GM, nunca alcançou este título.
Horowitz foi também um colunista do The New York Times, escrevendo três colunas por semana durante dez anos. Foi também o proprietário e dono da revista Chess Review de 1933 até quando foi comprada pela Federação de Xadrez dos Estados Unidos em 1969. Antes de se dedicar exclusivamente ao xadrez, Horowitz trabalhava em Wall Street como trader junto com outros mestres enxadristas como Maurice Shapiro, Mickey Pauley, Albert Pinkus e Maurice Wertheim.
Horowitz foi um enxadrista dominante nas décadas de 1930 e 1940, tendo vencido o Campeonato Aberto de Xadrez dos Estados Unidos em 1936, 1938 e 1941. Participou também das Olimpíadas de Xadrez de 1931, 1935 e 1937 com resultados surpreendentes. No famoso confronto radiofônico Estados Unidos versus União Soviética em 1945, Horowitz marcou um dos dois pontos dos EUA ao vencer o GM Salo Flohr.

## Livros publicados
- All About Chess, Collier Books, 1971[2]
- Chess for Beginners, Fireside Books, 1950, ISBN 0-671-21184-6
- Chess: Games to Remember, David McKay, 1972. OCLC 309191.
- Chess Openings: Theory and Practice, Fireside Books, 1964 ISBN 0-671-13390-X (hardback) e ISBN 0-671-20553-6 (paperback)
- Chess Self-Teacher, Harper & Row, 1961, ISBN 9780060922955
- Chess Traps, Pitfalls, and Swindles (com Reinfeld), Simon and Schuster, 1954. OCLC 2731999.
- The Complete Book of Chess (with P. L. Rothenberg) Collier-McMillan, 1969. OCLC 59804206.
- First Book of Chess (com Fred Reinfeld), Harper & Row, NY, 1952. ISBN 9780389002253.
- The Golden Treasury of Chess, ISBN 0-88365-065-7
- How to Think Ahead in Chess (comh Reinfeld), Simon e Schuster, 1951. ISBN 9780671211387.
- How to Win At Chess (A complete course with 891 diagrams)
- How to Win in the Chess Openings, ISBN 0-671-62426-1
- Learn Chess Quickly, Doubleday, 1973. OCLC 9653926.
- The Macmillan Handbook of Chess (com Reinfeld), Macmillan, 1956. OCLC 1237807.
- The World Chess Championship; a History, Macmillan, 1973. OCLC 604994.